# تکبیرةالاحرام

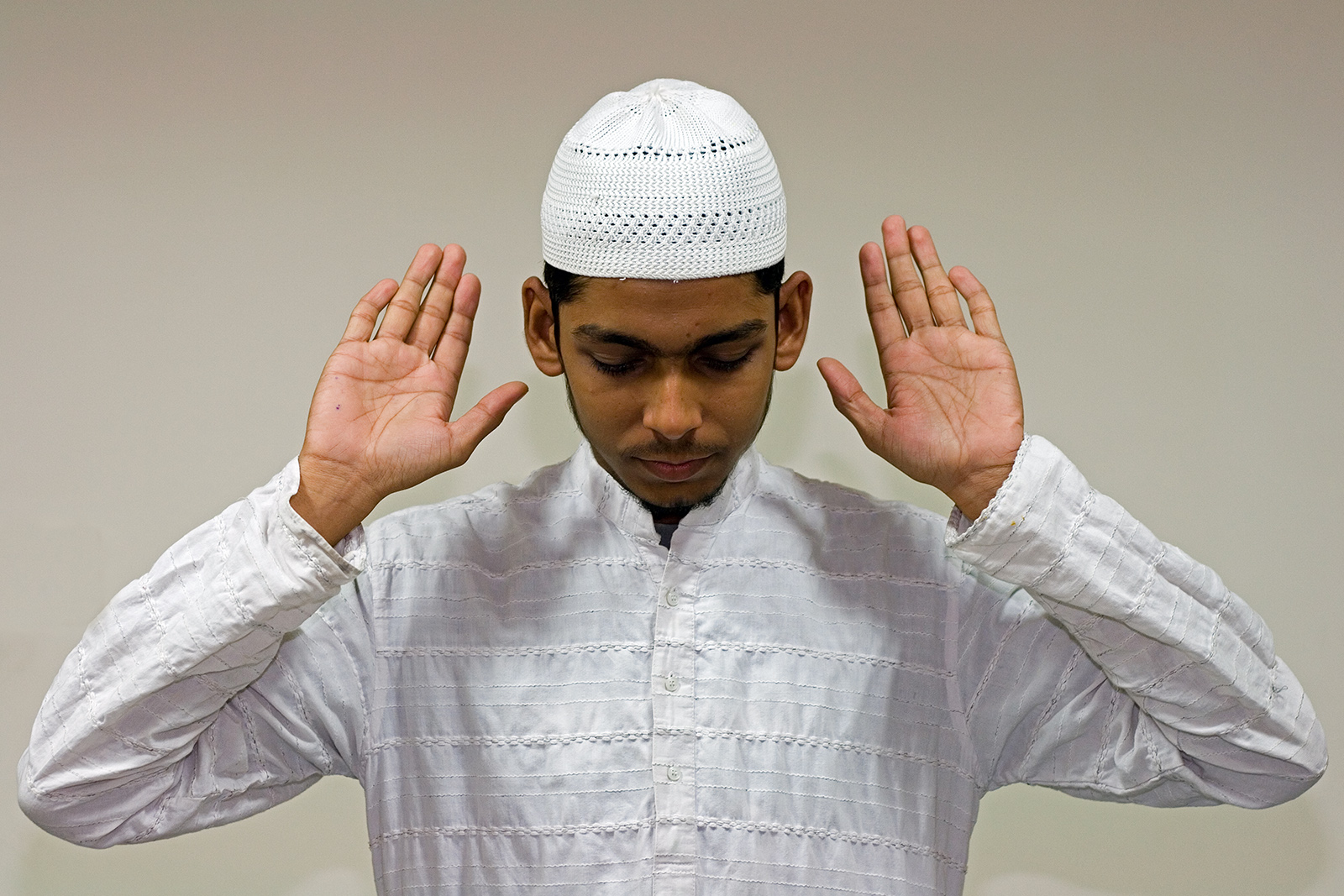
تکبیرةالاحرام

تکبیرةالاحرام عبارتی ایست که در آغاز نماز در اسلام و پس از الله اکبر واجب گفته می‌شود. هنگام تکبیرةالاحرام واجب است که دست‌هایمان را تا گوش می‌بریم. تکبیرةالاحرام بر نماز شروعی واجب است.
هنگام تکبیرةالاحرام در نماز می گوییم «الله اکبر» 